# 富士福祉事業団
一般財団法人富士福祉事業団（ざいだんほうじんふじふくしじぎょうだん）は、東京都国分寺市に本部を置く一般財団法人。元厚生省社会・擁護局所管。

## 沿革
- 1947年（昭和22年） - 戦争引揚者援護のために民間の引き上げ経験をした経済人により財団法人博友会を創設、法人認可（厚生労働省社会局総務課）
- 1960年（昭和35年） - 法人名称を富士新報福祉事業団に変更。寄付行為を変更し日本で最初に法人の目的にボランティア活動の啓蒙、育成を掲げ、福祉厚生新聞「富士新報」を発行。（平成元年廃刊）
- 1961年（昭和36年）リヒテンシュタインに本部のある「口と足で描く芸術家協会」の日本支部「世界身体障害芸術家協会」の設立を支援。日本橋三越で絵画展を開催する。
- 1966年（昭和41年） - 現在のボランティアセンターの原型である富士ボランティアビューローを開設し、全国のボランティア活動の相談業務を開始。同年ボランティア育成誌月刊「ボランティア｣を創刊。正科ボランティアスクールを開講。福祉施設職員のための福利厚生事業や、障害者関連法案制定のための政策提言活動などを展開。
- 1972年（昭和47年）法人名称を財団法人　富士福祉事業団へ変更する。
- 劇団四季と越路吹雪による「福祉施設で働く人のためのウェルフェアショー」を有楽町日生劇場にて開催した。全体の半数のチケットを施設職員招待券付きで販売し（二人分のチケット代金）、富士新報紙上で抽選を行い、施設職員を招待するという画期的な催事となり、1980年の第9回まで継続して開催された。1980年に越路吹雪が急逝したため第9回は雪村いずみが代役を務めた。

## 代表者
- 理事長　枝見太朗

## 本部所在地
- 東京都国分寺市南町2-16-21